# 原村 (山梨県)
原村（はらむら）は山梨県南巨摩郡にあった村。現在の身延町北西部、富士川右岸、早川左岸、国道52号沿線にあたる。

## 地理
- 河川：富士川、早川

## 歴史
- 1933年（昭和8年）7月1日 - 八日市場村・伊沼村・飯富村が合併して発足。
- 1955年（昭和30年）8月1日 - 中富町に編入。同日原村廃止。

## 交通

### 道路
- 国道52号